# Unterseeboot 962
L'Unterseeboot 962 ou U-962 est un sous-marin allemand (U-Boot) de type VIIC utilisé par la Kriegsmarine pendant la Seconde Guerre mondiale.
Le sous-marin fut commandé le 5 juin 1941 à Hambourg (Blohm + Voss), sa quille fut posée le 7 avril 1942, il fut lancé le 17 décembre 1942 et mis en service le 11 février 1943, sous le commandement de l'Oberleutnant zur See Ernst Liesberg.
L'U-962 n'endommagea ou ne coula aucun navire au cours des 2 patrouilles (116 jours en mer) qu'il effectua.
Il fut coulé par la Royal Navy dans l'Atlantique Nord en avril 1944.

## Conception
Unterseeboot type VII, l'U-962 avait un déplacement de 769 tonnes en surface et 871 tonnes en plongée. Il avait une longueur totale de 67,10 m, un maître-bau de 6,20 m, une hauteur de 9,60 m et un tirant d'eau de 4,74 m. Le sous-marin était propulsé par deux hélices de 1,23 m, deux moteurs diesel Germaniawerft M6V 40/46 de 6 cylindres en ligne de 1 400 cv à 470 tr/min, produisant un total de 2 060 à 2 350 kW en surface et de deux moteurs électriques Brown, Boveri & Cie GG UB 720/8 de 375 cv à 295 tr/min, produisant un total 550 kW, en plongée. Le sous-marin avait une vitesse en surface de 17,7 nœuds (32,8 km/h) et une vitesse de 7,6 nœuds (14,1 km/h) en plongée. Immergé, il avait un rayon d'action de 80 milles marins (150 km) à 4 nœuds (7,4 km/h; 4,6 milles par heure) et pouvait atteindre une profondeur de 230 m. En surface son rayon d'action était de 8 500 milles nautiques (soit 15 700 km) à 10 nœuds (19 km/h).
L'U-962 était équipé de cinq tubes lance-torpilles de 53,3 cm (quatre montés à l'avant et un à l'arrière) et embarquait quatorze torpilles. Il était équipé d'un canon de 8,8 cm SK C/35 (220 coups) et d'un canon antiaérien de 20 mm Flak. Il pouvait transporter 26 mines TMA ou 39 mines TMB. Son équipage comprenait 4 officiers et 40 à 56 sous-mariniers.

## Historique
Il reçut sa formation de base au sein de la 5. Unterseebootsflottille jusqu'au 31 juillet 1943, puis il intégra sa formation de combat dans la 7. Unterseebootsflottille.
Sa première patrouille est précédée d'un court trajet de Kiel à Bergen. Elle commence le 3 novembre 1943 au départ de Bergen. Le sous-marin traverse la ligne GIUK et patrouille dans le Trou noir de l'Atlantique. Après 56 jours en mer, il rejoint son port d'attache de Saint-Nazaire le 28 décembre 1943.
L'U-962 reprend la mer pour sa seconde patrouille le 14 février 1944. Après 55 jours de mer dans l'Atlantique, l'U-962 est coulé pendant son retour vers la base le 8 avril 1944, au nord-ouest du cap Finisterre à la position 45° 43′ N, 19° 57′ O, par des charges de profondeur des sloops britanniques HMS Crane et HMS Cygnet.
Les 50 membres d'équipage meurent dans cette attaque.

## Affectations
- 5. Unterseebootsflottille du 11 février 1943 au 31 juillet 1943 (Période de formation).
- 7. Unterseebootsflottille du 1er août 1943 au 8 avril 1944 (Unité combattante).

## Commandement
- Oberleutnant zur See Ernst Liesberg du 11 février 1943 au 8 avril 1944.

## Patrouilles
|       | Commandant           | Départ            | Départ      | Arrivée           | Arrivée     | Jours     | Succès |
| ----- | -------------------- | ----------------- | ----------- | ----------------- | ----------- | --------- | ------ |
|       | Oblt. Ernst Liesberg | 23 septembre 1943 | Kiel        | 27 septembre 1943 | Bergen      | 5 jours   |        |
| 1     | Oblt. Ernst Liesberg | 3 novembre 1943   | Bergen      | 28 décembre 1943  | St. Nazaire | 56 jours  |        |
| 2     | Oblt. Ernst Liesberg | 14 février 1944   | St. Nazaire | 8 avril 1944      | Coulé       | 55 jours  |        |
| Total | Total                | Total             | Total       | Total             | Total       | 116 jours | 0 t    |

Note : Oblt. = Oberleutnant zur See

### OpérationsWolfpack
L'U-962 a opéré avec les Wolfpacks (meute de loups) durant sa carrière opérationnelle.
- Coronel (4-8 décembre 1943)
- Coronel 2 (8-14 décembre 1943)
- Coronel 3 (14-17 décembre 1943)
- Borkum (18-26 décembre 1943)
- Preussen (22 février – 22 mars 1944)